# Harald Weiss (Komponist)

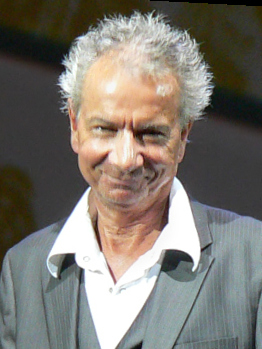
Harald Weiss, 2012

Harald Weiss (* 26. Mai 1949 in Salzgitter) ist ein deutscher Komponist, Dirigent, Opernregisseur und Schriftsteller.

## Leben
Weiss leistete sein Vorstudium an der Niedersächsischen Musikschule Braunschweig in den Fächern Violine, Klavier, Tonsatz und Gehörbildung ab. Von 1968 bis 1972 studierte er Schulmusik, Dirigieren und Komposition an der Staatlichen Hochschule für Musik und Theater in Hannover, es schloss sich ein Schlagzeugstudium an der Musikhochschule Hamburg an.
Es folgten Engagements als Dirigent und Interpret mit verschiedenen Formationen. Von 1973 bis 1976 war Weiss Hauskomponist der Städtischen Bühnen in Bielefeld und von 1973 bis 1983 Dozent für Rhythmik und Arrangement an der Staatlichen Hochschule für Musik und Theater Hannover.
Im Jahr 1980 erhielt er ein Niedersächsisches Künstlerstipendium in der Sparte Musik. 1983 folgte zusätzlich ein Stipendium des Niedersächsischen Ministeriums für Wissenschaft und Kunst, bevor er 1984 nach Mallorca umzog. Ein Jahr darauf erhielt er ein Arbeitsstipendium der Stadt Berlin.
1986 bekam Weiss von der Villa Massimo ein Stipendium sowie einen Studienaufenthalt in Rom. Sechs Jahre später folgte die Uraufführung der Oper „Amandas Traum“ in der Alten Oper in Frankfurt. 1993 erhielt er erneut ein Niedersächsisches Künstlerstipendium, diesmal in der Sparte Film. 1997 wurde die Oper „Das Gespenst. Musiktheater für Kinder und Erwachsene“ uraufgeführt. Im Jahre 2000 betreute Weiss auf der Expo 2000 das Projekt „Reise durch die Nacht. Eine Performance zu Wasser und zu Lande in sieben Stationen“. 
Im März 2025 erschien sein erster Roman Dämmerzustand. Weiss erzählt die Geschichte einer Frau, deren Wahrnehmung sich radikal ändert, nachdem sie aus einer Narkose aufgewacht ist: Sie erblindet, doch sowohl ihr Hörsinn, als auch ihr Geruchssinn sind fortan übersensibel.
>

## Preise und Ehrungen

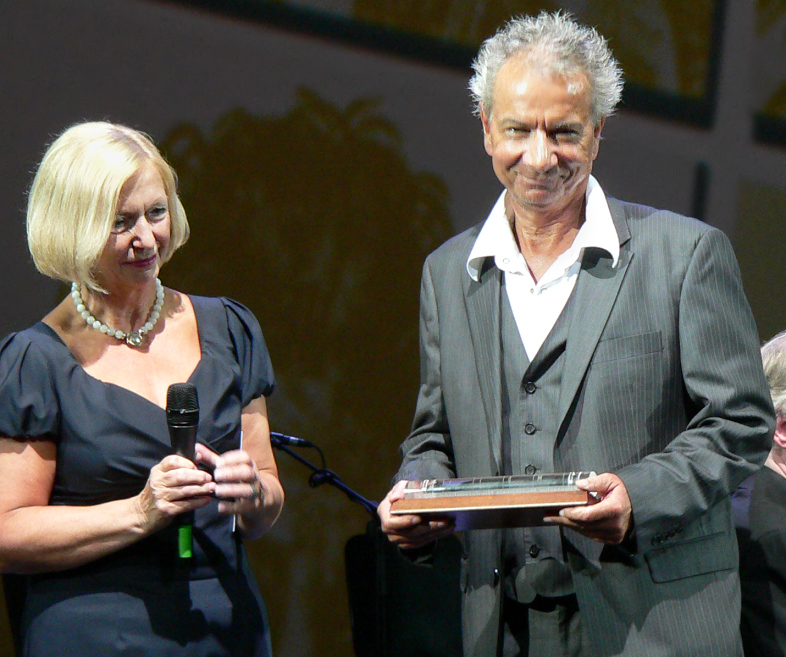
Harald Weiss bei der Verleihung des Praetorius Musikpreis 2012 durch Kulturministerin Johanna Wanka

- 1975 Preisträger beim Kompositionswettbewerb des Westdeutschen Rundfunks
- 1976 Preis beim internationalen Kompositionswettbewerb der Stadt Hamm
- 1977 Preis beim internationalen Kompositionswettbewerb des Staatstheaters Braunschweig
- 1982 Niedersächsischer Kulturpreis
- 1984 Kulturpreis der Stadt Bielefeld
- 1984 Bernhard-Sprengel-Preis für Musik
- 1991 „Amadeus“ in Silber beim Bundeswettbewerb „Musik kreativ“
- 1992 Goldene und die Silberne Pyramide für den Videoclip MarkenART auf der photokina in Köln
- 1993 Preis des Fernsehsenders Premiere beim Videofest Berlin
- 1993 Prix special du jury, Mondial de la Video in Brüssel
- 1995 Auszeichnung für das Stück des Jahres der Bahia Aplaude in Salvador, Brasilien
- 2010 Isadora-Preis der Iwanson-Sixt-Stiftung zeitgenössischer Tanz „für seine Verdienste um den zeitgenössischen Tanz“
- 2012 Praetorius Musikpreis
- 2019 Pro Musica Nova-Preis für sein Lebenswerk
- 2024 Pro Musica Nova-Medienpreis für seine herausragenden, sowie weltweit getragenen intensiven Impulse für das Musikleben auf vielen Kontinenten

## Werke
- Arche, Musiktheater (1984)
- Maskenball, Musiktheater (1985)
- Ade, Musiktheater (1987)
- Wintergesänge, Stimme und Instrumente (1988)
- Amandas Traum, Musiktheater in zwei Akten und einer Pause (1988–91)
- My Wooden Dancing Shoes, percussion and voice (1990)
- Das andere Paradies, ein akustischer Film (1995)
- Das Gespenst, Musiktheater für Kinder und Erwachsene (1995/96)
- Reise in die Nacht, Tonbandkomposition (2000)
- Stille Mauern, Streichquartett (2003)
- Gebet für Violine und Streichorchester (2006)
- Nachtmusik für Sologitarre, Gitarrenchor, Streichorchester und Schlagzeug
- Bremer Requiem für Sopran, Knabensopran, Tenor, Flügelhorn, Chor und Orchester. Ein Auftragswerk zum 32. Deutschen Evangelischen Kirchentag in Bremen (2009)
- Schwarz vor Augen und es ward Licht!, Requiem für Knabenchor, Kammerorchester, Knabensopran-, Sopran- und Tenorosolo. Dem Knabenchor Hannover gewidmet. Uraufführung: 31. Oktober 2009, NDR-Landesfunkhaus Niedersachsen, Hannover
- Weiße Nacht, für Bariton solo, Kinderchor (vierstimmig), gemischten Chor (zwölfstimmig), zwei Violoncelli, Kontrabass, Orgel und Schlagzeug 2014, Auftragswerk der Singakademie Stuttgart, Uraufführung: 28. September 2014, Markuskirche Stuttgart
- Dämmerzustand - Du brauchst die Uhr nicht mehr zu stellen, Roman, Manuela Kinzel Verlag, Erscheinungstermin: 31. März 2025